# カイエタノ・サルミエント
カイエタノ・サルミエント（Cayetano Sarmiento、1987年3月28日 - ）は、コロンビア、ボヤカ県アルカブコ出身の自転車競技（ロードレース)選手。

## 来歴
2008年
- クラーシカ・ナシオナル・シウダー・デ・アナポイマ 総合優勝
- クラーシカ・マリニリャ 総合優勝

2009年
- ジロビオ 総合優勝
- パンアメリカン自転車競技選手権
  - ロードレース 3位
  - U23部門ロードレース 2位
- ロードレース世界選手権・U23部門ロードレース 8位

2010年、アクア・エ・サポーネと契約。
2012年、リクイガス・キャノンデールに移籍。
- クリテリウム・デュ・ドフィネ 山岳賞